# Кутейников, Николай Степанович
Никола́й Степа́нович Куте́йников (1841 или 1842, Архангельск — 27 апреля [10 мая] 1901, Санкт-Петербург) — русский публицист и переводчик, статский советник

## Биография
Родился в Архангельске в 1841 или 1842 году в семье чиновника. Происходил из дворян.
Окончил Петрозаводскую гимназию, а затем, со степенью кандидата, юридический факультет Императорского Санкт-Петербургского университета (1861). Служил в Министерстве государственных имуществ (1862—1900). Вышел в отставку в чине статского советника. 
Был близок с Д. И. Писаревым, о котором напечатал воспоминания («Неделя», 1868, № 33).
Дебютировал в печати статьёй об итальянской опере в «Северной пчеле» (1863). В 1870-х принимал участие в «Отечественных записках», позднее в «Новом времени» и «Историческом вестнике». Большая часть его оригинальных статей была посвящена вопросам крестьянского быта. Перевёл «Историю жирондистов» Ламартина, «Самодеятельность» Смайльса, «Деревенские общины на Востоке и Западе» Мэна и многие другие произведения.

## Сочинения
- Кутейников Н. С. Колыбель христианства в России // Исторический вестник. — 1888. – Т. 32. – № 6. – С. 659-676.

## Семья
В 1881 году женился на дочери статского советника Екатерине Дмитриевне Каверзневой. Их дети:
- Анна (09.12.1882—?)
- Дмитрий (10.02.1885—?)
- Елизавета (25.09.1886—?)